# Длина строки

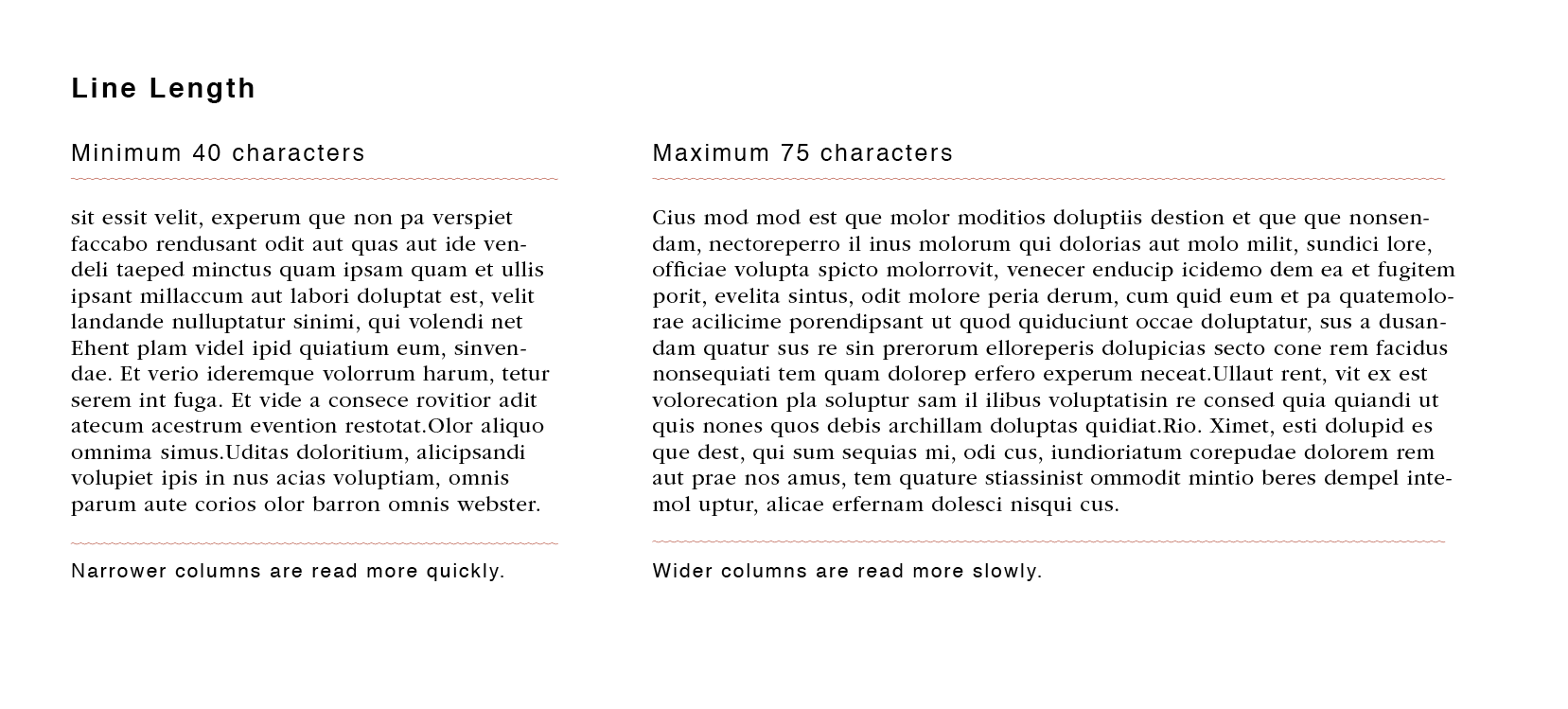
Примеры различной длины строк. Строка слева (у́же) читается быстрее, строка справа (шире) читается медленнее

Длина строки в наборном деле  — ширина блока набранного текста, обычно измеряемая в единицах длины, таких как дюймы или пункты, или в знаках на строку. Блок текста или абзац имеет максимальную длину строки, вписывающуюся в определённое оформление. Если строки слишком коротки, текст становится слишком разобщённым; если строки слишком длинные, происходит потеря ритма при поиске читателем начала каждой новой строки.
Длина строки определяется типографическими параметрами на основе формальной сетки и макета с несколькими целями: баланс и функциональность для набора и читаемость с учётом эстетических качеств типографики. Типографы подбирают длину строки для удобства чтения или удачного вхождения в набор. Текст может быть выключен по левому краю с рваным правым краем, по правому краю с рваным левым краем или выключен по формату, где все строки будут равной длины. В наборе с рваным правым краем длины строк различаются, чтобы создать рваный правый край строк разной длины. Для выключки по формату и с рваным краем типографы могут настраивать длину строки, чтобы избежать нежелательных дефисов, «коридоров» пробельных символов и оторванных слов или символов на конце строк.

## Печатный текст
Традиционные исследования длины строки, ограничивавшиеся печатным текстом, сообщали о разных результатах, но обычно для печатного текста принята длина строки от 45 до 75 знаков на строку (англ. characters per line, cpl), хотя идеальным вариантом считается 66 cpl, включая символы и пробелы. В книжном наборе длина строки обычно равна 30 размерам набора, но считается допустимым набор в пределах 20—40 раз (то есть, 30 × 10-пунктный набор = 300-пунктная строка). Ранние исследования считали длину строки в 59—97 мм (около 57 cpl) оптимальной для 10-пунктного набора. Для печатных работ с несколькими колонками часто лучше 40—50 cpl. Для текста на английском языке с выключкой по формату минимальное число знаков на строку — 40, длина строки менее 38—40 символов часто приводит к появлению пробелов (или «коридоров») или слишком большого числа переносов слов в блоке текста. Длинные строки (85—90 cpl) могут быть допустимы для несвязанного текста, например, в библиографиях или сносках, но для непрерывного текста строки в более чем 80 символов могут быть слишком длинными. Короткий текст, например, рваные маргиналии, может быть и длиной в 12—15 знаков на строку. Исследования показали, что более краткие строки часто предпочитаются длинным, вероятно, потому что участникам более привычен такой формат.

## Электронный текст
Чтение с экрана создаёт дополнительные проблемы, делая использование традиционных исследований длины текста для электронных форматов проблематичным. В отличие от печатного текста, дизайн для цифровых носителей должен учитывать такие факторы, как блики, мерцание и прокрутка или перелистывание.
Исследования читаемости цифрового текста показали, что, как и для печатного текста, длина строки может влиять на скорость чтения. Если строки слишком длинные, читателям трудно вернуться к началу следующей строки (саккада), в то время как если они слишком короткие, им требуется больше прокрутки или листания. Исследователи полагают, что длинные строки лучше подходят для быстрого сканирования, а короткие строки — для точности чтения. Более длинные строки, в таком случае, лучше подходят для случаев, когда информация будет быстро считываться читателями, а краткие — когда информация предназначена для более тщательного чтения. Одно из предложений для наилучшего компромисса между скоростью чтения и пониманием — использовать около 55 знаков на строку В то же время были и исследования, указывавшие, что цифровой текст длиной в 100 знаков может читаться быстрее, чем строки в 25 знаков, сохраняя тот же уровень понимания текста.
Субъективные факторы также играют роль в выборе длины строки для цифрового текста. Одно исследование показало, что число знаков на строку имело незначительное влияние на читаемость, включая факторы скорости и понимания текста, однако при запросе о своих предпочтениях 60 % участников исследования отдали предпочтение самым коротким (35 cpl) или самым длинным (95 cpl) строкам, использованным в исследовании. В то же время 100 % участников выбрали один из этих вариантов как наименее предпочитаемый.

## Методы расчёта

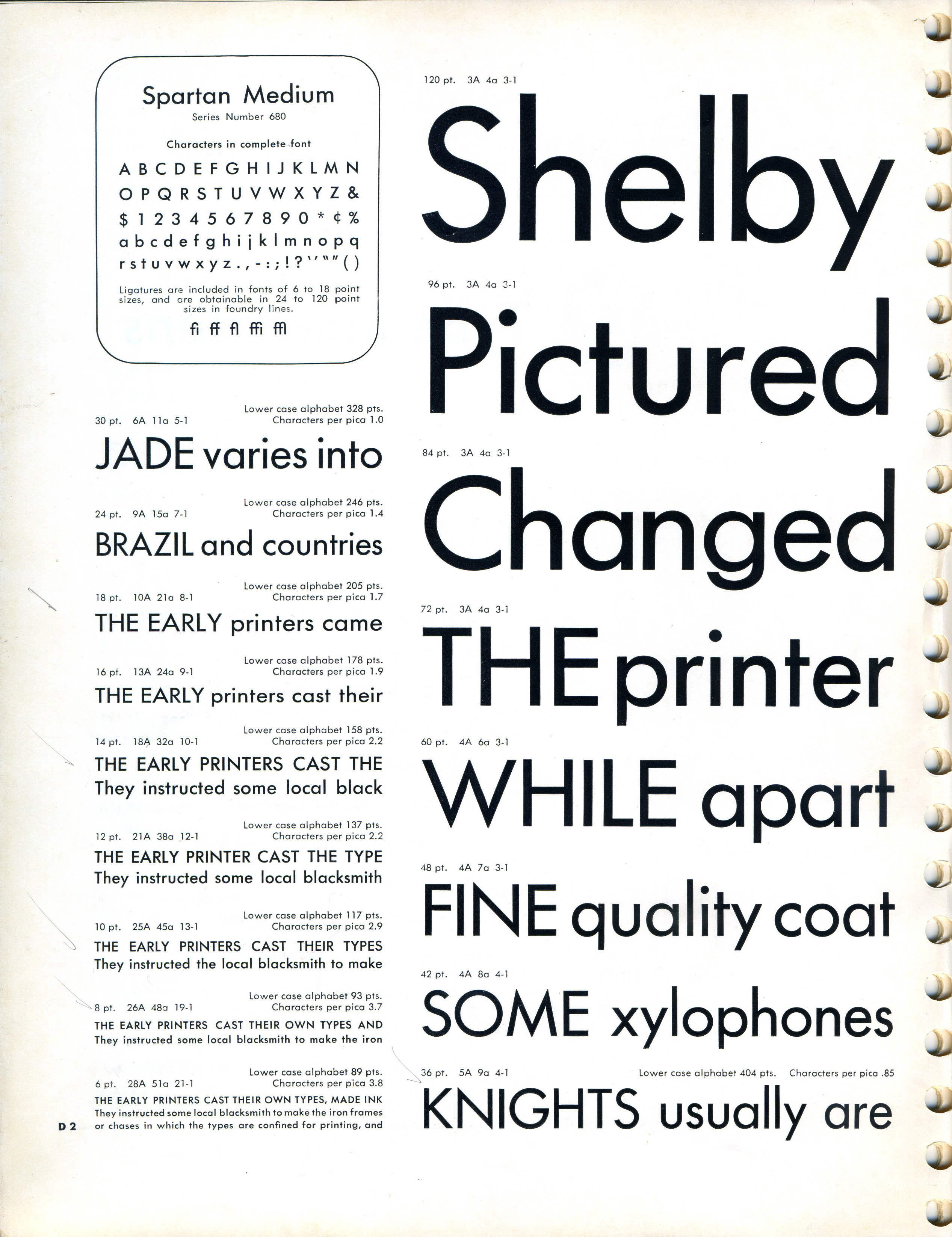
Вторая страница образца шрифта Spartan от American Type Founders (1953). Измерения алфавита в нижнем регистре для каждого кегля на этой странице показаны в левой колонке

Существует несколько методов расчёта длины строки, соответствующих нужному среднему числу знаков на строку, которое она должна содержать с учётом вышеупомянутых факторов. Большинство методов, если не все из них, используют длину алфавита в нижнем регистре (англ. lowercase alphabet, LCA) в качестве основы для своих расчётов. Иногда алфавит в нижнем регистре (измерение набора символов гегемонного латинского алфавита от a до z в типографских пунктах) включался в буклеты с образцами шрифтов. Если данные отсутствуют, первым шагом для измерения длины строки во всех этих методах является измерение LCA кеглем шрифта, который будет использоваться в наборе.